# Волостель
Волосте́ль — представитель великокняжеской (царской) власти на местах (как правило, в волостях и станах).
Волостели наряду с наместниками составляли стержневую структуру местного управления Русского государства конца XV—XVI вв. 

## История
Процесс появления на исторической арене наместников и волостелей (как управителей определенных территорий) шел, скорее всего, параллельно или с небольшой временной разницей. В начале складывания системы местного управления волостные администраторы, также как и городские, действовали по принципу «проездных судов». Однако со временем все явственнее ощущается тяготение местных властей к одному центру и осуществление контроля над подведомственной территорией с помощью своего аппарата. Изучение биографий служилых людей, занимавших на протяжении своей карьеры должности волостелей, показывает, что они встречаются в источниках в качестве писцов, дьяков, ясельничих, городничих, губных старост, городовых приказчиков. То есть «уровень» их служебных назначений в целом был ниже, чем у наместников. Иной была и динамика социального состава корпуса волостелей: здесь наблюдается устойчивое преобладание представителей нетитулованных родов, причем в основном это — «рядовые» дети боярские, занимавшие весьма скромное положение при великокняжеском дворе.
Наместники и волостели сидели на кормлениях, то есть получали доход не из казны, а непосредственно с управляемого ими населения. Кормленая сторона пожалования городом или волостью была для служилого человека весьма существенной. На практике спектр его кормов и доходов, обусловленный получением подобной должности, был достаточно широк и выходил далеко за пределы официальных установлений, зафиксированных, например, в особых кормленых грамотах. Какой-либо принципиальной разницы в доходности наместничеств и волостельств, по-видимому, не было. Величина кормов с единицы обложения тех и других пожалований была одинаковой, а их конечные размеры зависели от размеров подведомственной территории, а не от того, город это или волость; точно так же права на другие доходы (поборы, пошлины, штрафы и т. д.) были равными.
В хозяйственно-административной сфере деятельности (контроль за различными формами мобилизации земельной собственности, состоянием сельскохозяйственных угодий и пустующих земель, организация торговли, охрана порядка и т. д.) компетенция волостелей и наместников в целом совпадала. Однако волостели, по-видимому, не участвовали в процедурах оформления холопской зависимости. Кроме того, деятельность волостных властей была направлена главным образом «вовнутрь» подведомственной территории, во всяком случае она никогда не поднималась до межгосударственного уровня.
В военно-политической и дипломатической сфере между волостелями и наместниками проходил весьма существенный водораздел. Несмотря на равенство положения и полномочий, отраженное практически во всех установлениях законодательного характера, волостели никогда не рассматривались как самостоятельные политические фигуры. Очевидно, получить в качестве кормленого пожалования город было престижнее, почетнее, чем волость, так как само это назначение ставило его обладателя на более высокую ступеньку служебной иерархии.
Одно из центральных мест в деятельности волостелей занимали судебные функции, пошлины от отправления которых являлись к тому же существенным источником их доходов. Компетенция кормленщиков распространялась на самый широкий круг дел как гражданского, так и уголовного характера. Полномочия волостелей и наместников здесь в целом также совпадали, разница была, скорее, в размерах подсудной им территории.
Наместники и волостели держали для суда своих тиунов, доводчиков и праведчиков которые были их холопами.

## Ликвидация института волостелей
Волостели постепенно исчезают к началу XVII века, благодаря реформам Ивана Грозного и распространению с начала XVII века воеводского управления.
Судебником Фёдора Ивановича 1589 года управление в городах передано наместникам, а суд от волостелей земским судьям, которым передан и разбор дел о разбое, ранее подотчётных губным старостам. В отличие от волостеля, земский судья не кормился с судных дел, а должен был отсылать полученные пошлины государю; срок его службы не ограничивался одним годом, а совершённые преступления не имели срока давности. Земский судья не исполнял должности единолично: на заседаниях должны были присутствовать старосты и целовальники, а в отправлении правосудия им помогали дьяки и сотники - последние держали заключённых под стражей.